# Wuhan Open (snooker)
Het Wuhan Open is een professioneel snookertoernooi. Het werd voor het eerst gehouden in oktober 2023 en is een van de rankingtoernooien. De eerste editie werd gewonnen door Judd Trump.

## Winnaars
| Jaar | Winnaar      | Verliezend finalist | Score | Seizoen   |
| ---- | ------------ | ------------------- | ----- | --------- |
| 2023 | Judd Trump   | Ali Carter          | 10–7  | 2023/2024 |
| 2024 | Xiao Guodong | Si Jiahui           | 10–7  | 2024/2025 |